# 삼성 갤럭시 A8+
삼성 갤럭시 A8+ (2018)은 2017년 12월에 공개되어 삼성전자에서 제조, 판매중인 안드로이드 스마트폰으로, 모델명상 삼성 갤럭시 A7 (2017)의 후속 제품이다. 참고로 4 GB RAM 모델의 내장 메모리는 32 GB 단일 모델이고 6 GB RAM 모델의 내장 메모리는 64 GB 단일 모델이다.

## 디자인과 기능

### 디자인
2017년 삼성전자의 프리미엄 스마트폰인 갤럭시 S8과 갤럭시 S8+, 갤럭시 노트 8과 동일하게 소프트 키를 탑재하고 있어서 물리 홈 버튼이 삭제되었다. 그러나, 지문인식 버튼이 세 제품과는 다르게 후면 카메라 아래에 위치하여 좀 더 편리함이 증가되었다. 그리고 전작인 갤럭시 A7 (2017)과 동일하게 엣지 디스플레이 기술은 도입되지 않았다.

### 기능
많이 알려진 삼성페이를 비롯하여 삼성패스, 삼성 클라우드, 보안폴더, 올웨이즈 온 디스플레이 (Always On Display), 그리고 빅스비까지 사용할 수 있으나, 빅스비 보이스와 빅스비 버튼은 지원하지 않는다. 또한 전작 갤럭시A 시리즈에 없었던 햅틱 피드백과 상단 LED 상태표시등이 추가되었다.